# Liste der Monuments historiques in Chaumes-en-Brie
Die Liste der Monuments historiques in Chaumes-en-Brie führt die Monuments historiques in der französischen Gemeinde Chaumes-en-Brie auf.

## Liste der Bauwerke
| Bezeichnung              | Beschreibung | Standort | Kennzeichnung | Schutzstatus | Datum | Bild           |
| ------------------------ | ------------ | -------- | ------------- | ------------ | ----- | -------------- |
| Kirche St-Pierre-St-Paul |              | (Lage)   | PA00086885    | Classé       | 1942  | weitere Bilder |

## Liste der Objekte

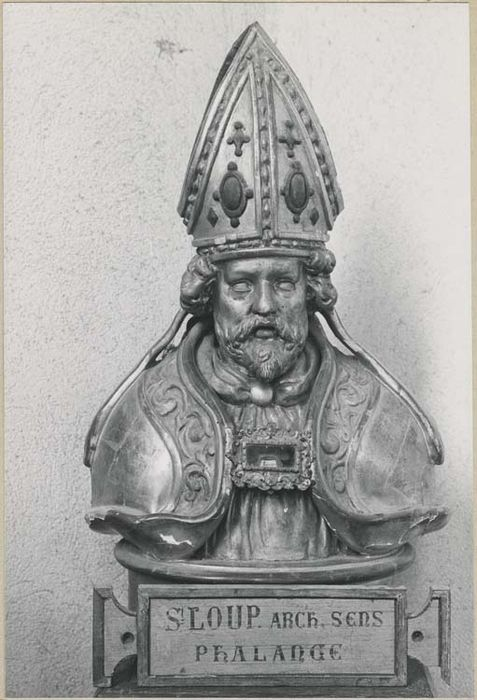
Reliquiar des heiligen Lupus von Sens in der Kirche St-Pierre-St-Paul

- Monuments historiques (Objekte) in Chaumes-en-Brie in der Base Palissy des französischen Kultusministeriums